# Overstromingen in Thailand eind 2011

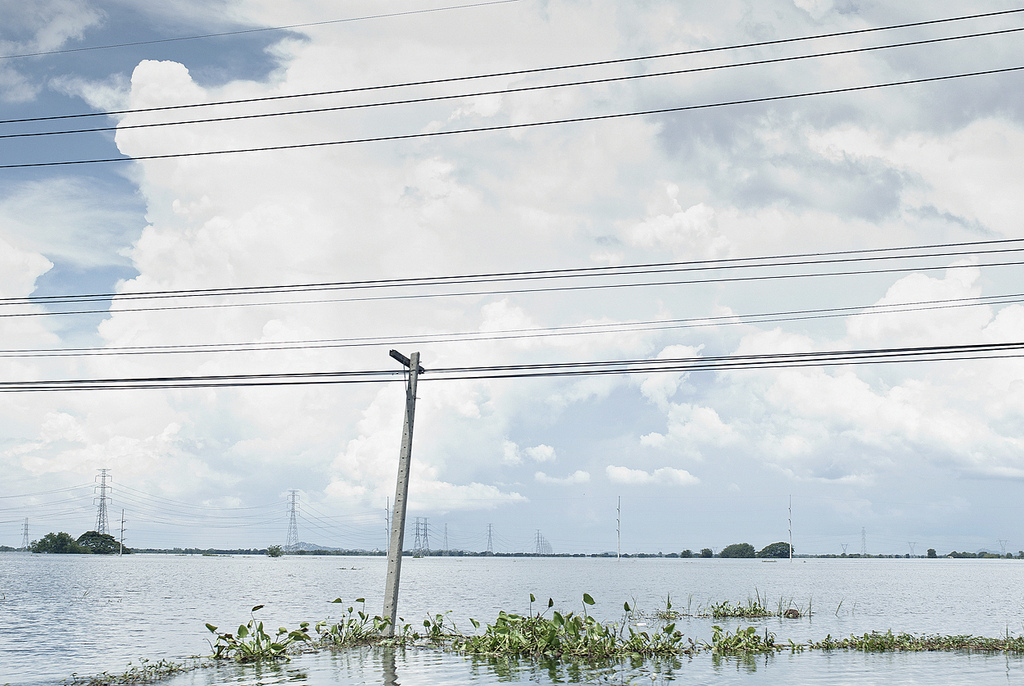
Overstroming in de provincie Lopburi op 7 september 2011

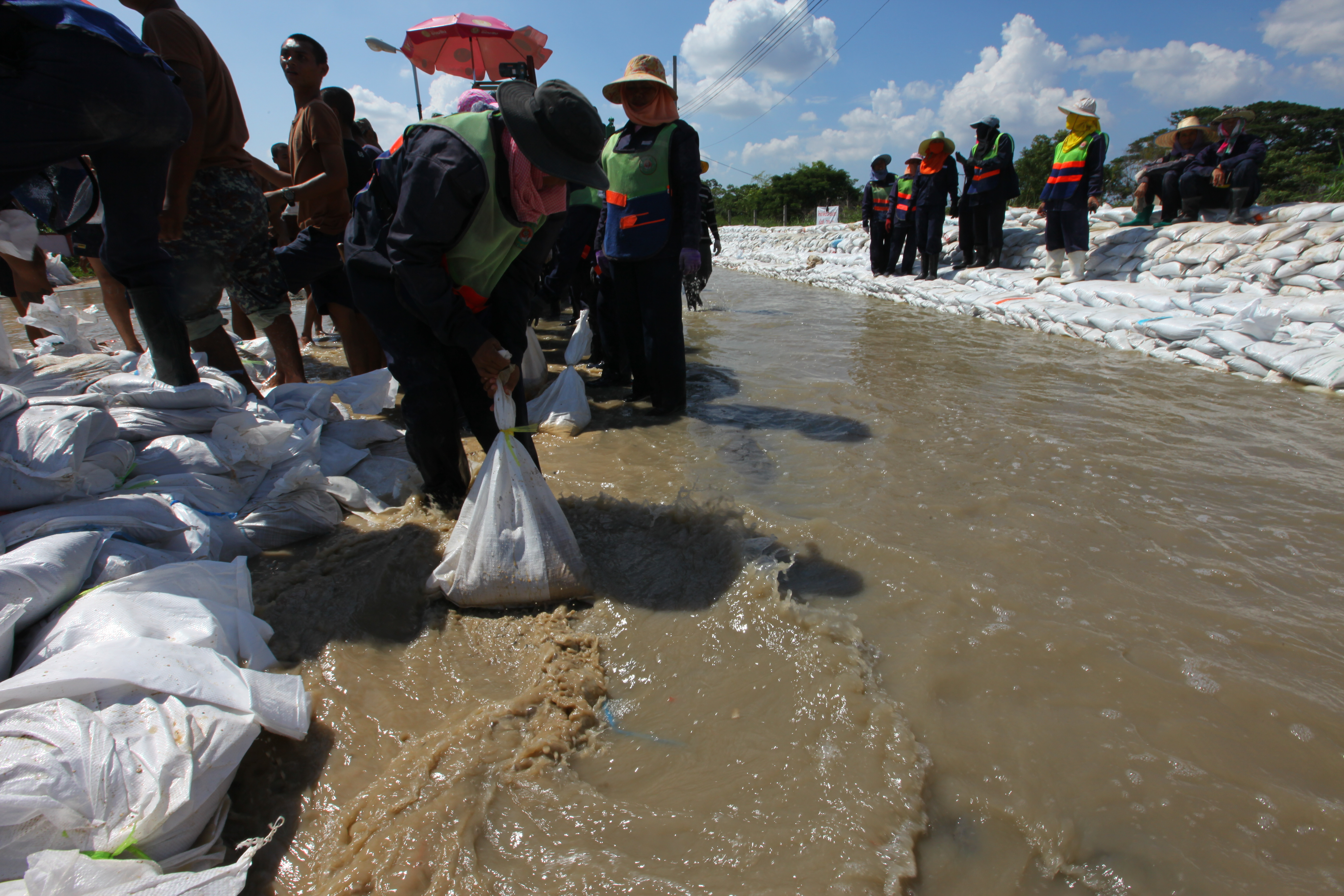
Leden van het Koninklijke Thaise Leger, vrijwilligers en politieagenten vullen en plaatsen zandzakken in Sai Mai, Bangkok (foto gedateerd 25 oktober 2011)

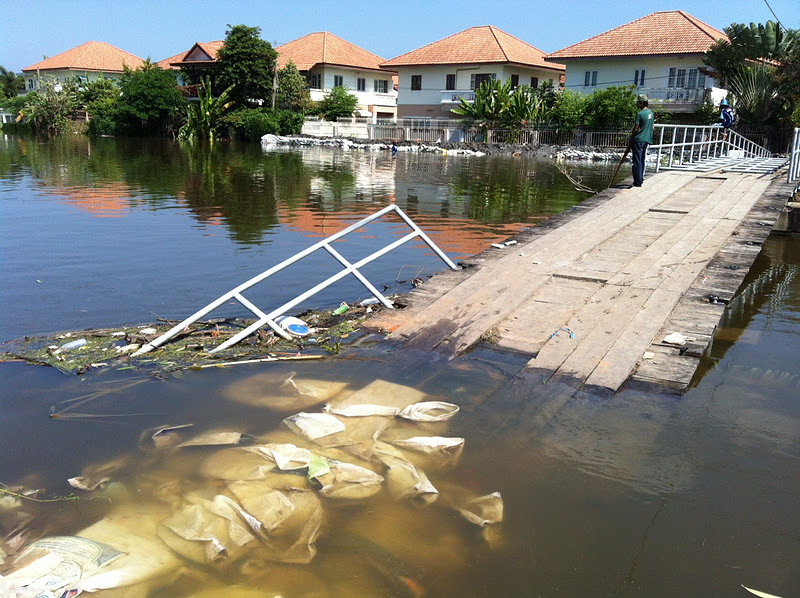
Overstroomde brug vlak buiten Bangkok

Vanaf eind juli 2011 vinden in Thailand grote overstromingen plaats, waarvan de meeste in het stroomgebied van de Chao Phraya en de Mekong. Ook in het begin van het jaar werd het land geteisterd door overstromingen. De overstromingen begonnen eind juli en zorgen inmiddels al meer dan 2 maanden voor overlast. Op 1 december stond het officiële dodental op 667, op 30 december op 790. Meer dan twee miljoen mensen werden het slachtoffer van de overstromingen. De schade wordt geschat rond de 156,7 biljoen baht. Ongeveer zes miljoen hectare grond is overstroomd, waarvan meer dan 300.000 hectare weiland. Vijfentachtig provincies zijn overstroomd, van Chiang Mai in Noord-Thailand tot, in het zuidelijkere deel van Thailand, delen van de hoofdstad, Bangkok. De overstromingen worden omschreven als de "ergste overstromingen tot nu toe in Thailand qua hoeveelheden water en de hoeveelheid betrokken mensen".

## Seizoensgebondenheid
Diverse regio's in Thailand hebben vaker last van seizoensgebonden stortvloeden. De vloeden komen vaak voor in het noorden van Thailand. Deze overstromingen verspreiden zich vervolgens over het stroomgebied van de Chao Phraya en de centrale vlakte. In het noordoosten wordt het water afgevoerd door de Mekong. Er is veel aandacht voor de overstromingen. Om de hoofdstad Bangkok te beschermen is er veel aandacht gestoken in de preventie daarvan, onder andere door middel van een afwateringssysteem (aangelegd vanaf 2001). Bangkok ligt vlak bij de monding van de Chao Phraya en is dus erg gevoelig voor overstromingen. De beschermingswerken zijn een succes; Bangkok heeft alleen nog maar last gehad van kleine en korte overstromingen sinds de grote in 1995. Andere regio's van Thailand hebben echter last gehad van overstromingen met net zo grote omvang als in 2010.

## Situatie in Bangkok en omgeving (chronologisch)

### Oktober
Op 21 oktober 2011 bereikte het water het noorden van Bangkok. Een week eerder vonden er al kleinere overstromingen plaats in delen van het centrum van Bangkok doordat de Chao Phraya op enkele plekken buiten zijn oevers was getreden. Door deze overstromingen besloot een grote groep inwoners van Bangkok de stad te verlaten en een droog en veilig gebied te zoeken. Noordelijke woonwijken kregen vanaf 21 oktober last van het water. Om de woonwijken was een grote en vooral lange muur van zandzakken aangelegd, maar de druk daarop werd al snel te groot. Hierom besloot de regering een grote hoeveelheid sluisdeuren open te zetten, waardoor het water door kon stromen naar de woonwijken. De hoogte van het water in de wijken was gemiddeld een halve meter. Op 24 oktober riep de overheid bewoners van zes districten op om hun woonwijk te verlaten. Deze districten werden op dat moment door het water bedreigd. In deze gebieden bevinden zich een grote weekendmarkt (wat een toeristische trekpleister is) en de luchthaven Don Muang, die op Suvarnabhumi na de grootste is van Bangkok. Sommige wegen die leiden naar deze luchthaven stonden op de dag van de oproep tot evacuatie al onder water, met op sommige plekken een hoogte van één meter. Rond 25 oktober 2011 bereikte het water uiteindelijk ook de luchthaven. Eerder was het personeel al geëvacueerd. De gehele begane grond van de luchthaven kwam onder water te staan. Nadat duidelijk werd dat vliegen vanaf de startbanen niet meer mogelijk was, annuleerde Nok Air al zijn vluchten en Orient Thai Airlines besloot zijn vluchten door te laten gaan vanaf Suvarnabhumi. Het vliegveld leek veel mensen een veilige plek om hun voertuig achter te laten, met als gevolg dat veel voertuigen toch schade opliepen. Mensen die arriveerden op het vliegveld, konden niet weg omdat taxi's de luchthaven vermeden. Militaire voertuigen werden ingezet als hulp bij de evacuatie.
Yingluck Shinawatra, de premier van Thailand, bevestigde op woensdag 26 oktober 2011 dat Bangkok zeer waarschijnlijk zou gaan overstromen.
In grote delen van Bangkok is op dat moment nog droog en hebben de inwoners geen last van de overstromingen. Echter, een groot probleem vormt water en voedsel. De 7-Eleven heeft een groot deel van zijn supermarkten in Bangkok inmiddels (en ook in andere regio's in Thailand waar de overstromingen voor problemen zorgden) gesloten, net als Tesco Lotus en de Big C. Ook banken sluiten. De overheid heeft inmiddels 70.000 parkeerplaatsen op locaties waar het vermoedelijk of zeer waarschijnlijk droog blijft (bijvoorbeeld op fly-overs) opgesteld waar inwoners van Bangkok hun auto kwijt kunnen. Er vindt een "massaal vertrek" van inwoners plaats, die vertrekken naar het zuiden. Dit zet ze nog tot halverwege november door.
Zaterdag 29 oktober bleek echter, in tegenstelling tot wat de premier enkele dagen daarvoor meldde, dat Bangkok het grotendeels zou gaan redden (zie voor de veranderende mening van de premier het kopje hieronder, Kritiek). De noodwaterkeringen die waren aangelegd (mede door middel van zandzakken) bleken het water te houden, ondanks dat het water nog sterker van kracht was geworden door het hoogtij van de Golf van Thailand. Door de druk die het water uitoefende op de zandzakken en de noodwaterkeringen was het mogelijk dat deze het konden begeven en alsnog water het centrum zou binnenstromen. De premier meldde dat de overstromingen binnen een maand over zouden zijn. Tevens meldde ze dat "er veel militairen actief zijn en paraat staan om eventuele gaten in de zandzakkenlinie te dichten".
Het district Thonburi leek het echter niet te houden. Vanaf 30 oktober had het district te maken met veel wateroverlast. Voorspeld werd dat het tot 8 november zou gaan duren voordat de situatie zou gaan stabiliseren. Daarna zou het nog waarschijnlijk een maand duren voordat het grote deel van het water zou zijn verdwenen. Ook om het westelijke deel van de Chao Phraya te verdedigen zou Thonburi onder water komen te staan - in dit geval kunstmatig, door een beslissing van de overheid. De overheid voorspelde een overtollig waterpeil van 50 centimeter tot één meter. Thonburi is een van de wat meer ouderwetse districten van Bangkok en beschikt nog over veel traditionele waterwegen (khlongs). Verwacht werd dat deze khlongs buiten hun oevers zouden treden. Inwoners van Thonburi werd geadviseerd om te evacueren naar hoger gelegen gebieden. Thonburi was op dat moment het vierde district van Bangkok waarvan de inwoners waren opgeroepen tot evacuatie. De andere drie districten waren Bang Phlat, Sai Mai en Don Muang.
Op 31 oktober 2011 werd in het district Khlong Sam Wa, een van de meest noordelijke districten van Bangkok, een sluis één meter geopend, in de hoop dat dit zou helpen andere districten te redden. Ondanks deze poging worden alle 50 districten nog steeds bedreigd door het water. De plaatsvervangend gouverneur, Thirachon Manomaipiboon, dacht aanvankelijk dat 19 provincies geen last zouden krijgen van de overstromingen. Echter, later meldde hij dat alle 50 districten in gevaar waren. Deze redenering beargumenteerde hij met het feit dat Bangkok heel veel kanalen heeft - hij noemde het getal 2.000 - en dat er onder de grond een netwerk is van tunnels die allemaal met elkaar in verbinding staan. Als het water toegang krijgt tot khlong Saen Saeb, is de kans groot dat het water door alle tunnels en kanalen gaat en zo het water zich alsnog over heel Bangkok verspreidt.
Het Thaise Ministerie van Gezondheid meldde dat al zeker 17 mensen overleden aan elektrocutie. Het werkelijke aantal lag hoger, rond de vijftig, maar het Ministerie telde alleen mensen mee waarbij het de officiële doodsoorzaak was. Ook kon er sprake zijn van een foutieve vaststelling van doodsoorzaak of moest het vaststellen nog gebeuren.

### November
Begin november zorgden de overstromingen nog voor overlast in 39 provincies. De overstromingen hebben ruim 3 miljoen mensen beïnvloed.
De eerste week van november bevatte niet veel nieuwe ontwikkelingen. De situatie was nog steeds dreigend, maar vooralsnog bleven veel delen van Bangkok (redelijk) droog. Op 11 november maakte de Minister van Industrie, Wannarat Channukul, bekend dat het industriële gebied in Lat Krabang vermoedelijk droog zou blijven. Ook het sub-district van Khlong Sam Wa, waar zich eveneens een industrieel gebied bevindt, zou droog blijven omdat het water vanuit het noorden er langs kan worden geleid. Een groot probleem vormen giftige dieren die zich bevinden in het water, dat ook door woonwijken heen stroomt. Het hele jaar is er al nieuws geweest over krokodillen die ontsnapten uit boerderijen door de overstromingen en zich makkelijk konden voortbewegen in woonwijken. Eind oktober, begin november werd ook bevestigd dat giftige slangen nu voorkomen in overstroomde gebieden. Het grootste gevaar vormt de groene mamba, een slang die wordt beschouwd als een van de giftigste van Afrika. Door de overheid wordt beweerd dat vijftien van deze mamba's zijn ontsnapt en zich bevinden in Nonthaburi, de provincie ten noorden van Bangkok. Omdat Thailand geen tegengiffen op voorraad heeft die helpen tegen een beet van de mamba, heeft de overheid vijftig doseringen tegengif gekocht van Zuid-Afrika. Deze doseringen hebben een waarde van 300.000 baht (ruim 7000 euro).
Op 17 november zei Adri Verwey, een Nederlands expert, dat Bangkok binnen een maand, dus voor Nieuwjaar, droog zou kunnen zijn. Hij zei dit naar aanleiding van een onderzoek door Deltares, een kennisinstituut op het gebied van water, ondergrond en infrastructuur. Hij meldde bij deze voorspelling direct dat dit een voorspelling is voor als er ondertussen niets ernstigs gebeurt, en als voorbeeld noemde hij een dijkbreuk. Hij merkte tevens op dat hij nog verder geen goed prognosesysteem heeft gezien. Volgens Verwey zou Thailand kunnen profiteren van de sterk verbeterde technologie en met simulaties, satellietbeelden en een radarsysteem een stuk efficiënter te werk zou kunnen gaan. 

Een nog steeds lopende controverse is de strategie om het hoogwater vast te houden in de noordelijke delen van Bangkok. Dit heeft tot gevolg dat inwoners van noordelijke wijken (wijken als Khlong Sam Wa) langdurig last hebben van de overstromingen; de situatie heeft dan ook tot protesten geleid. Inwoners hebben ook zelf actie ondernomen door de grote barricades weg te halen. Uiteindelijk heeft de organisatie die alles rondom de overstromingen dient te regelen (in het Engels afgekort tot "Froc") ingestemd en is een klein gat gemaakt in de kunstmatige dijken, waardoor het water geleidelijk een beetje weg kon stromen. Verwey reageerde op de protesten door te zeggen dat het water vasthouden in het noorden de enige manier is waarop het centrum van Bangkok gered kan worden. Omdat het centrum niet bestand is tegen zo'n grote hoeveelheid water, zou de schade anders vele malen groter zou zijn.
Op 20 november meldde de regering dat de overstromingen nog steeds zeventien provincies overlast bezorgden. Twee weken daarvoor hadden nog negenendertig provincies overlast. Op veel locaties, ook in kleine delen van Bangkok, is het opruimen en herstellen van de schade die de overstromingen hebben aangericht begonnen, daar de kracht van de overstromingen aan het afnemen is. Desondanks ondervinden de provincies Nakhon Pathom en Samut Sakhon ten westen van Bangkok, Ayutthaya, Pathum Thani en Nonthaburi ten noorden van Bangkok en delen van Chachoengsao en Samut Prakan ten oosten van Bangkok, en in de stad Bangkok de meeste districten ten westen van de Chao Praya rivier, evenals een aantal noordelijke en oostelijke districten van de stad, nog steeds (grote) overlast, aangezien langs deze gebieden komende dagen of weken nog veel water moet voordat het in de zee terecht kan komen. In Bangkok en omstreken zijn gebieden weer goed toegankelijk voor toeristen en zijn trekpleisters hersteld van eventuele schade, zodat we weer kunnen worden bezocht. De regering voorspelt dat eind november ook de veerboten op de bijna op grote schaal overstroomde Chao Phraya weer kunnen gaan varen.
Eind november bracht de Verenigde Naties een rapport uit van de situatie rond het Historisch Park Ayutthaya (Thai: อุทยานประวัติศาสตร์พระนครศรีอยุธยา). Ayutthaya werd in 1991 tijdens de 15e sessie van de Commissie voor het Werelderfgoed toegevoegd aan de lijst van Werelderfgoed. Het park ligt op 90 kilometer afstand van het noorden van Bangkok en heeft ernstige wateroverlast ervaren. Na inspectie van het park - het water is hier reeds begonnen met zakken, net als in andere delen van Thailand en een stuk van Bangkok, zie voorgaande alinea - bleek dat een (groot) aantal ruïnes schade heeft opgelopen. Mede door de ouderdom van de bouwwerken is de schade groter. Er werden scheuren ontdekt in enkele standbeelden en andere soorten bouwwerken ontdekt.

### Vanaf januari
In januari 2012 hadden nog 5 miljoen mensen last van de overstromingen, voornamelijk in provincies ten westen, maar ook ten noorden van Bangkok. In de stad zelf is bijna geen wateroverlast meer.
In het noorden ontstaan begin januari nieuwe problemen. Daar krijgen stuwmeren te veel instroom en bevatten zo te veel water. De twee grootste stuwmeren, "Bhumibol" en "Sirikit" (Nan) zijn voor ongeveer 60 procent gevuld in eind februari. Begin januari was dat nog 90 procent. Om ervoor te zorgen dat de meren het komende regenseizoen aankunnen, wil de regering dat begin mei het peil is teruggebracht tot maar 45 procent. Hierdoor loost het beheer van de stuwmeren extra water, wat leidt tot overstromingen in de provincie Ayutthaya.
Door La Niña krijgt Thailand ook het volgende regenseizoen te maken met extra veel regen.
De regering heeft voor 581 projecten in totaal 10,7 miljard baht uitgeteld. Deze projecten moeten de overlast en schade door de overstromingen tegengaan. Dit plan is goedgekeurd door het parlement, maar het kan pas in werking treden als het is gepubliceerd in de Royal Gazette, daar alle wetten pas in werking treden indien gepubliceerd in dit blad, dat wordt uitgegeven door de regering. Deze projecten houden onder andere het uitbaggeren van wateren in en het repareren van systemen als stuwdeuren. De deadline die de regering heeft opgesteld is in mei, drie maanden later.
Op 7 maart werd Luchthaven Don Muang weer heropend, nadat het in oktober werd gesloten toen het water de start- en landingsbanen bereikt had.

### Economische gevolgen
Naarmate de overstromingen ten einde komen en alleen nog Centraal-Thailand ermee te maken heeft, krijgen veel grote bedrijven te maken met grote verliezen en schade aan gebouwen in hun bezit. Er werd onder andere verwacht dat de grote Thaise productie van harde schijven terug zou lopen tot in eind 2011 met 30%, en dat de uiteindelijke problemen nog zes maanden konden gaan duren. Door deze productieterugname kregen ook internetbedrijven met zelfgebouwde servers, zoals Facebook en Google, maar ook bijvoorbeeld het elektronicaconcern Sony met productieproblemen te maken. Hewlett-Packard kreeg hierdoor veel meer bestellingen dan gewoonlijk, omdat de internetbedrijven niet zelf hun servers in elkaar konden zetten door het gebrek aan harde schijven. De Thaise productiebedrijven waren door de hoge waterstand niet capabel om op het normale niveau door te blijven produceren. Ook Honda en andere grote internationale ondernemingen dreigden (groot) verlies te lijden, daar hun fabrieken in Thailand ernstige schade opliepen door het water. Honda opende op 31 maart 2012 in bijzijn van premier Yingluck zijn fabriek weer en meldde dat het door zou blijven fabriceren in Thailand, al werd hier aan getwijfeld door de plannen van Honda om in Indonesië een nieuwe fabriek te bouwen.
De Wereldbank, het internationale instituut voor ontwikkelingssamenwerking, berekende begin december 2011 dat Thailand de komende twee jaar ruim 174 miljoen baht moet gaan investeren (omgerekend ± 18 miljard euro) om de economie weer enigszins te herstellen. De Wereldbank maakte tevens een schatting van een schadebedrag van 32 miljard euro (1,32 biljoen baht) en maakte een groeiprognose van 2,4%. Dit is 1,2% minder dan de jaren vóór de overstromingen. Begin januari 2012 stelde de Wereldbank het schadebedrag bij tot omgerekend ongeveer 35 miljard euro.
Niet alleen de economie van Thailand, maar ook andere economieën van andere landen in de buurt van Thailand zullen worden beïnvloed door de overstromingen. Het land dat het hardst zal worden getroffen is Japan, daar het enkele grote bedrijven heeft met wortels in Thailand, waaronder Toyota (die zijn winstverwachting van het boekjaar ten tijde van de overstromingen halveerde, onder andere omdat de aanvoer van auto-onderdelen naar tien landen werd onderbroken), Hitachi, Canon en het eerder genoemde Honda. Het arbeidsinkomen in zowel Japan en Thailand is ook gedaald. Wel hebben enkele landen profijt van de crisis in Thailand. Het land is een grote exporteur van vis en landen als India kunnen daar hun voordeel uit halen, doordat de Indiase bedrijven hun kans zien nu de Thaise export ontregeld is.
Swiss Re, een van de grootste herverzekeraars ter wereld, schatte de verzekerde schade in Thailand tussen de 6 en 8,3 miljard dollar. Deze schatting verandert echter voortdurend omdat door het nog resterende water de schade blijft stijgen.

### Kritiek
De inwoners van Bangkok krijgen steeds meer kritiek op de autoriteiten gedurende de overstromingen. Ze vinden dat de overstromingen niet goed genoeg worden aangepakt door de autoriteiten. De groeiende kritiek slaat vooral op de sluizen die om Bangkok heen zijn geplaatst. De inwoners van noordelijkere districten van Bangkok willen dat een aantal sluizen worden open gezet, zodat het water weg kan stromen. De gouverneur van Bangkok, Sukhumbhand Paribatra, zegt dat het onverstandig is om de sluizen te openen, omdat gebieden die tot nu toe droog zijn gebleven, dan een grote kans krijgen om alsnog onder te lopen met water. Ook gaven de Thai veel kritiek op de woorden van de premier, die eerst zei dat Bangkok "zeer waarschijnlijk" onder zou lopen, maar later haar mening veranderde en zei dat "er 50% kans is".
In Ayutthaya is er grote kritiek op premier Yingluck, omdat zij zonder overleg met enige burger in verschillende dorpen (voornamelijk in het Amphoe Bang Ban) besloten heeft dat het land van deze burgers kan worden gebruikt als waterbergingsgebied. Ze sprak de Thai toe en bedankte voor het willen opofferen van eigen land. Yingluck en haar regering willen 2 miljoen rai kunnen gaan gebruiken als waterbergingsgebied in Centraal-Thailand gedurende het volgende regenseizoen.

## Politieke gevolgen
Het huis van de Afgevaardigden van Thailand hield op 26 oktober een vergadering over de overstromingen en overlegde over manieren om het water te bestrijden. Deze vergadering was eerst gepland op de dag daarna, maar dit ging niet door omdat op deze dag niet gewerkt wordt. De vergadering is niet mogelijk omdat vanaf deze donderdag tot en met de daaropvolgende maandag inwoners van Thailand vrij kregen van hun werk, zodat ze konden vluchten voor het water. Deze maatregel geldt alleen voor de 21 regio's die het zwaarst werden (of worden, in het geval van het centrale en mogelijk zuidelijke gedeelte van Bangkok) getroffen door de overstromingen. Sukhothai, Ayutthaya en Pathum Thani zijn enkele voorbeelden van de overige regio's. Scholen en overheidsgebouwen zijn gedurende deze dagen eveneens gesloten.
Op 15 november meldden 20 parlementsleden van de Democratische Partij van Thailand dat ze wilden dat het parlement snel een overleg zou hebben. Ze wilden overleggen of er een nieuwe hoofdstad van Thailand moet komen, omdat de regio waarin de huidige hoofdstad zich bevindt vaak te maken heeft met overstromingen. Op woensdag 16 november werd de motie ingediend. De politici deelden ook mede dat Bangkok geleidelijk wegzakt en beweerden dat dit in combinatie met de stijgende zeespiegel, de stad in de zee zou kunnen doen verdwijnen.

## Rivier
De Chao Phraya, die door het centrum van Bangkok stroomt, vormt eveneens problemen. De overheid van Thailand voorspelde dat het water kon stijgen tot een hoogte van 2,60 meter. Deze voorspelling werd gedaan door de gouverneur van Bangkok, Sukhumbhand Paribatra, aan de hand van het hoge waterniveau van de Chao Phraya, de daar voorafgaande twee dagen. De kunstmatige dijk tegen de Chao Phraya, aangelegd ter preventie van de stad, had echter slechts een hoogte van 2,50 meter. De gouverneur zei dat er veel aan gedaan zou worden om belangrijke plaatsen en gebouwen (bijvoorbeeld het Koninklijk Paleis) te beschermen. Veel van deze gebouwen waren gelegen in lagere delen van de stad.

De preventie bleek, in tegenstelling tot de wederom verkeerde voorspelling van de overheid, het echter toch te houden en de Chao Phraya trad niet ernstig uit zijn oevers. De binnenstad blijkt het tot op heden te redden, al hebben laaggelegen plekken wel last van een laagje water. Dit is ook het geval bij onder andere het paleis.

## Reisadvies
Het Nederlandse ministerie van Buitenlandse Zaken gaf rond 26 oktober een negatief reisadvies voor Thailand, en dan met name voor het gebied rond Bangkok en het centrum van Bangkok en het gehele gebied ten noorden van Bangkok tot en met Ayutthaya.
Rond 21 november wijzigde het Ministerie van Buitenlandse Zaken het voorheen negatieve reisadvies richting Bangkok. Het Ministerie ontraadt nog steeds "niet-essentiële reizen naar bepaalde gebieden", maar geeft nu aan dat Bangkok veilig is. Hier wordt wel voornamelijk gesproken over het centrum van de stad (waar de meeste toeristen zich zullen begeven - de wijken aan de stadsgrenzen bevatten minder bezienswaardigheden of toeristische trekpleisters), maar ook wordt gemeld dat grote noordelijke delen van Bangkok nog steeds onder water staan, net als het grootste deel van Centraal-Thailand.
Het reisadvies werd op vrijdag 13 januari 2012 aangepast door het Ministerie van Buitenlandse Zaken. Door een verhoogde dreiging van terroristische aanslagen in Bangkok ontraadde het Ministerie niet-essentiële reizen, voornamelijk richting Bangkok. Toeristen worden erop gewezen dat ze goed moeten opletten en waakzaam moeten zijn bij ruimtes en plekken waar veel toeristen samenkomen. De Thaise autoriteiten zeiden later dat een Libanees lid van de sjiitische beweging Hezbollah (door Nederland gezien als een terroristische organisatie) was aangehouden als verdachte. Zij hadden begin januari een tip binnengekregen over een eventuele aanslag, met als doel Israëlische diplomaten. Naar de tweede verdachte werd langere tijd gezocht, maar enkele uren later alsnog aangehouden. Het negatieve reisadvies met als oorzaak deze terreurdreiging werd begin februari weer ingetrokken.